# 哈古尼亚
哈古尼亚（西班牙語：Hagunia）是西撒哈拉的一个镇，属摩洛哥阿尤恩-萨基亚-阿姆拉大区塔尔法亚省管辖。根据2014年摩洛哥的统计数据，哈古尼亚共有居民151人。